# اوبرفورر

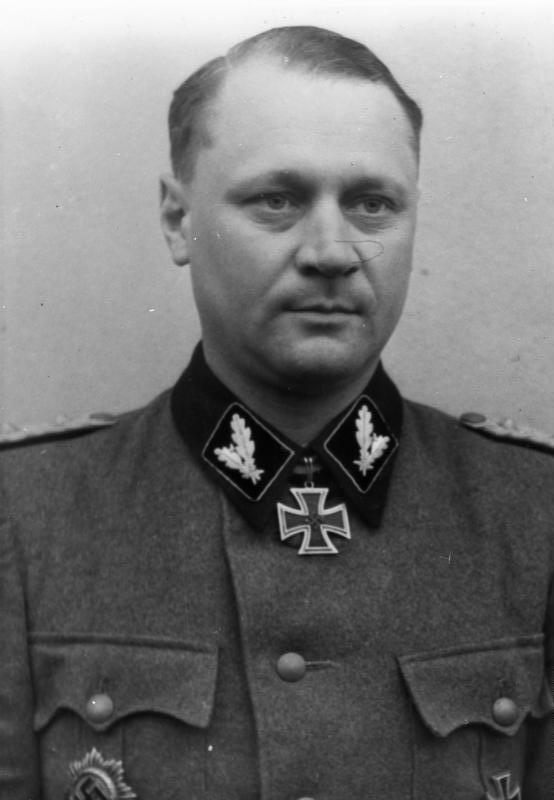
یواخیم رومور، یک اوبرفورر در وافن اس‌اس

اوبرفورر (آلمانی: Oberführer) یک درجه مربوط به نیروهای نظامی حزب ملی سوسیالیست کارگران آلمان بود.این درجه مربوط به آن دسته از اعضای حزب نازی بود که به رهبری یک واحد شبه‌نظامی اس‌اس در یک منطقه جغرافیایی خاص می‌رسیدند.این درجه بالاتر از اشتاندارتنفورر و پایین‌تر از بریگادفورر قرار داشت.

## نشان

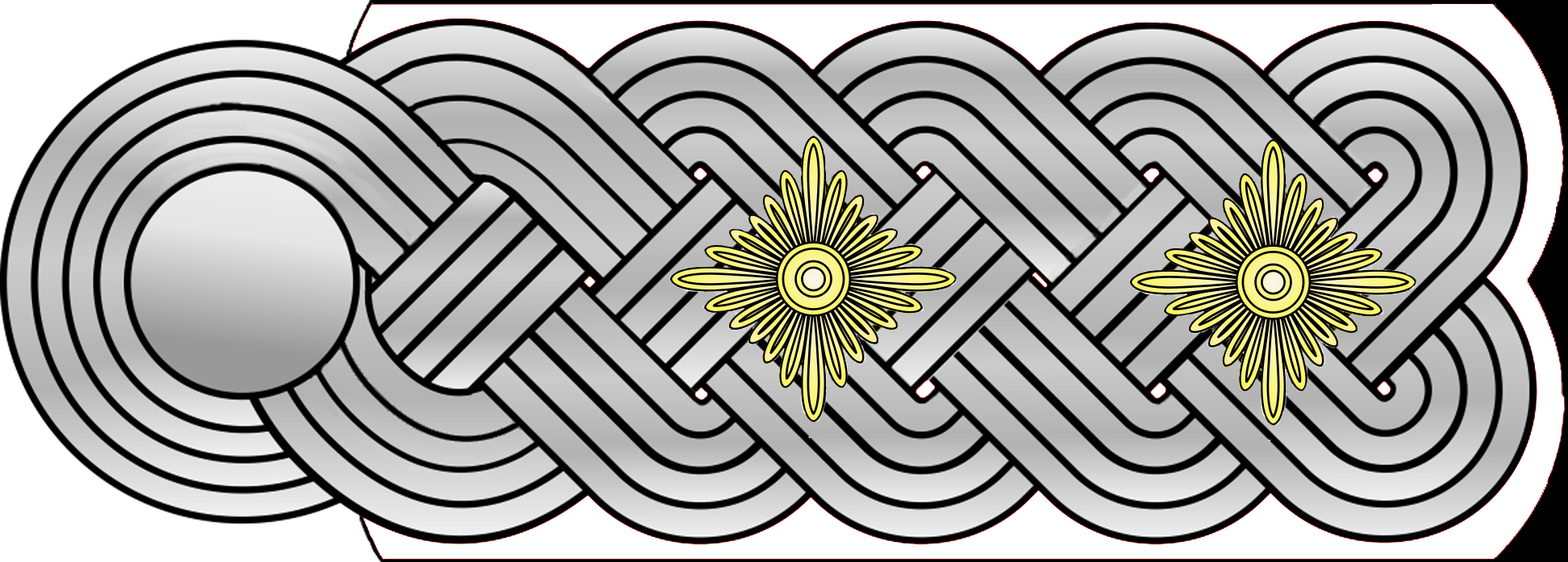
نشان سردوشی
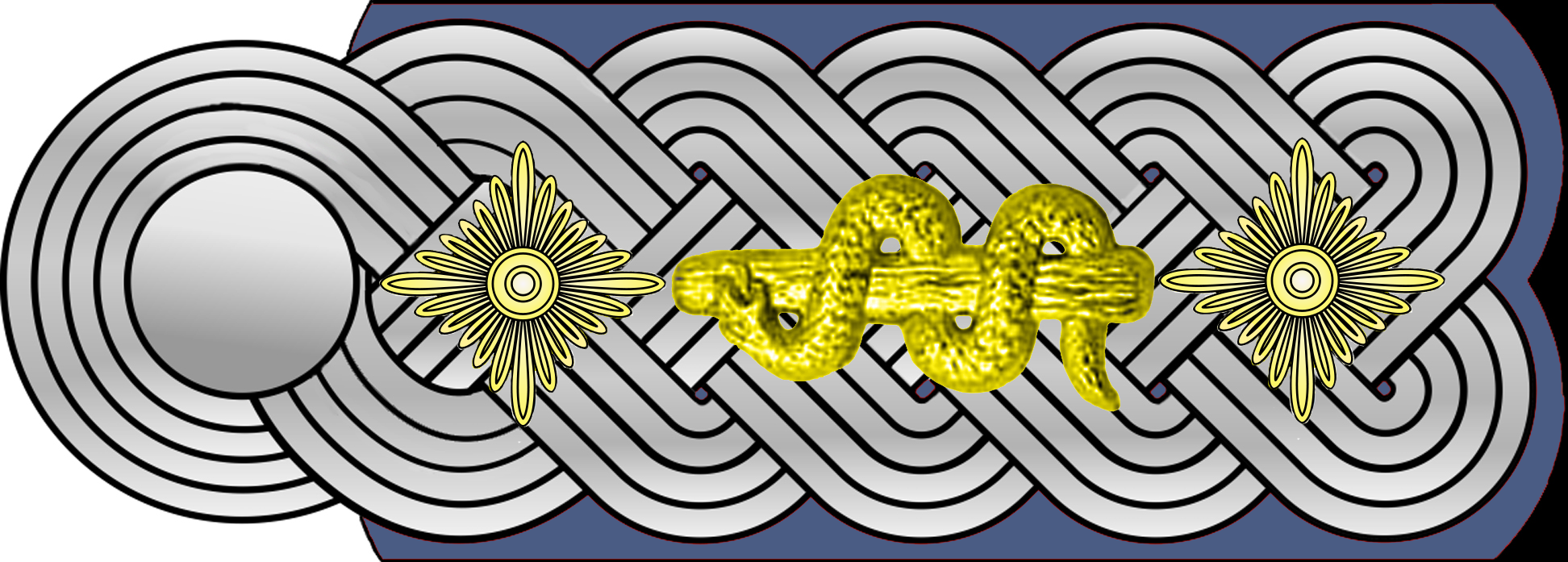
لشکرهای پزشکی اس‌اس
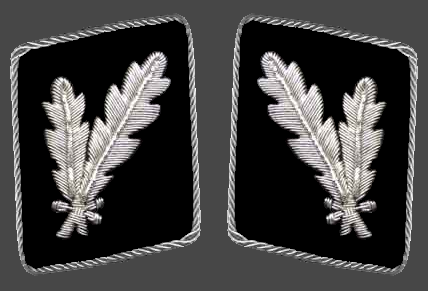
نشان یقه
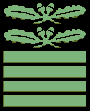
استتار نظامی